# Granulifusus vermeiji
Granulifusus vermeiji là một loài ốc biển, động vật thân mềm chân bụng sống ở biển trong họ Fasciolariidae.
Vỏ có kích thước 52 mm. Loài này đã được tìm thấy ở độ sâu 100 m tại đảo Balut, Mindanao, Philippines

## Hình ảnh

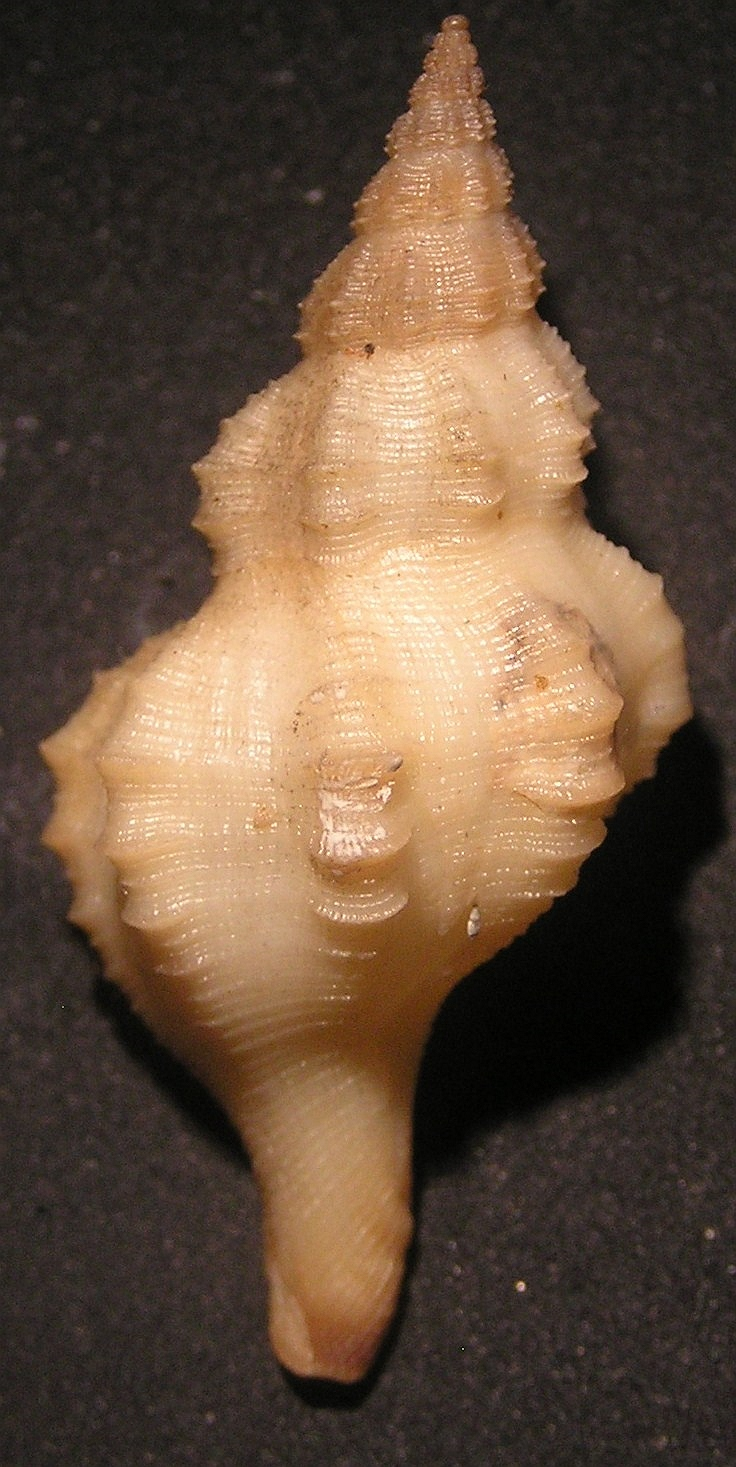